# 산청 안곡서원
안곡서원(安谷書院)은 대한민국 경상남도 산청군 신안면에 있는 일제강점기의 서당이다. 2008년 2월 5일 경상남도의 문화재자료 제442호 산청중촌리안곡서당(山淸 中村里 安谷書堂)으로 지정되었다가, 2018년 7월 12일 안곡서원으로 문화재 명칭이 변경되었다.

## 개요
이장경, 이조년, 이포, 이인립, 이제의 영정을 봉안하고 제향하면서 강학도 한 사당겸 서당의 기능을 갖는 건물로서, 1913년에 강당이 먼저 지어지고 3년 후인 1916년에 영당이 지어졌다 강당은 정면 5칸, 측면 1칸의 규모에 전퇴를 둔 전퇴집이고 영당은 ‘崇禎紀元後五丙辰四月...’로 상량되어 있어 1916년 봄에 지어졌음을 알 수 있다. 강당과 영당은 건립연대가 비교적 높고 보존상태가 양호하며 유교건축의 형식이 비교적 잘 표현되어 있고, 특히 '이화에 월백하고'로 널리 알려진 고려 충신 문열공 이조년과 관련된 유적이다.

## 같이 보기
- 이조년

## 참고 문헌
- 산청 안곡서원 - 국가유산청 국가유산포털